# Plaza Hollywood
Plaza Hollywood (荷里活廣場) est un ensemble de logements et un centre commercial constitué de cinq tours identiques appelées Galaxia Block de 158 mètres de hauteur situées à Hong Kong, en Chine. L'ensemble comporte un total de 1 684 logements.
L'ensemble a été conçu par l'agence d'architecture Wong Tung et l'agence américaine Brennan Beer Gorman qui a réalisé le centre commercial.
Le promoteur de l'ensemble du programme est la société Wharf Holdings. Le constructeur est la société Chevalier Group.

## Histoire
La construction du Plaza Hollywood a débuté à la suite de la démolition du bidonville Tai Hom Village, au milieu des années 90. Il a officiellement ouvert ses portes en 1997. Outre Wharf Holdings et Chevalier Group, Wheelock Properties et Hongkong Realty and Trust ont participé à sa construction.

## Magasins
Au premier étage du Plaza Hollywood se concentrent les grandes enseignes de mode et les bijouteries.
Au deuxième étage se trouvent les boutiques de cosmétique, de soins pour la peau, de vêtements ainsi que des magasins d'appareils ménagers.
Le troisième étage se partage entre une trentaine de restaurants, un cinéma ou encore des boutiques de vêtements pour enfant.

## Transports
On peut accéder au Plaza Hollywood à l'aide de :
- Diamond Hill (métro de Hong Kong)
- Bus
- Minibus
- Taxi
- Voiture

## Faits divers
Le 2 juin 2023, vers 17h, deux femmes en couple,, Fong Hiu Tung (Chinois : 方曉彤, Translittération : Fang Xiaotong) âgée de 26 ans et Lau Kai Hei (Chinois : 劉繼禧, Translittération : Liu JIxi) âgée de 22 ans, ont été attaquées et poignardées à mort par un homme âgé de 39 ans nommé Szeto Sing Kwong (Chinois : 司徒成光),. Dans un état grave, les deux jeunes femmes ont été emmenées au United Christian Hospital dans le district de Kwun Tong : Fong Hiu Tung est décédée des suites des 25 coups de couteau qu'elle a reçu tandis que Lau Kai Hei est morte en essayant de la protéger. Le coupable a par la suite été arrêté et doit passer devant le tribunal le 23 juin 2023, poursuivi pour meurtres.